# آلیزه
آلیزه ژاکوتی (به فرانسوی: Alizée Jacotey) خواننده و رقصنده فرانسوی است. آلیزه در ۲۱ اوت ۱۹۸۴ در شهر آژاکسیو متولد شد. نام آلیزه به معنی باد بسامان (به انگلیسی: wind trade) است.
آلیزه در سال ۱۹۹۹ با کمک میلن فارمر، خواننده زن فرانسوی، در برنامه‌ای که برای پیدا نمودن استعدادهای جوان خوانندگی فرانسه برگزار شده بود، کار خوانندگی خود را آغاز کرد و در سال ۲۰۰۰ اولین آلبوم خود را به فروش رساند.

## زندگی
پدر آلیزه یک دانشمند رایانه و مادرش یک بازرگان بود. او در ۱۶ نوامبر ۲۰۰۳ در شهر لاس وگاس، با ژرمی شاتلن (Jérémy Chatelain) ازدواج کرد و در ۲۹ آوریل ۲۰۰۵ صاحب دختری به نام آنیلی (Annily Chatelain) شدند. اما زندگی مشترک آن‌ها سرانجام در اوایل سال ۲۰۱۲ به پایان رسید.
آلیزه در سال ۲۰۱۶ با رقصندهٔ معروف فرانسوی، گرگوری لیونت (Grégoire Lyonnet) ازدواج کرد. آن دو برای اولین در برنامهٔ رقص با ستارگان فرانسه در سال ۲۰۱۳ با یکدیگر آشنا شده بودند.

## کارها
معروف‌ترین و موفق‌ترین کار آلیزه تا کنون، تک‌آهنگ من… لولیتا (به فرانسوی: Moi… Lolita) است که اولین کلیپ او نیز می‌باشد و به لولیتا اثر ولادیمیر ناباکوف اشاره دارد. مجموعهٔ خوشمزه (آلبوم) (به فرانسوی: Gourmandises) که نخستین آلبوم او بود، بیش از چهارصد هزار نسخه در فرانسه فروخته شد.
از تک‌خوانی‌های آلیزه می‌توان نمونه‌های زیر را نام برد:
- J'en Ai Marre
- I'm Fed Up
- J'ai Pas Vingt Ans
- I'm Not Twenty
- A Contré Courant
- I Love Sairo
- چون که خزان

## نگارخانه

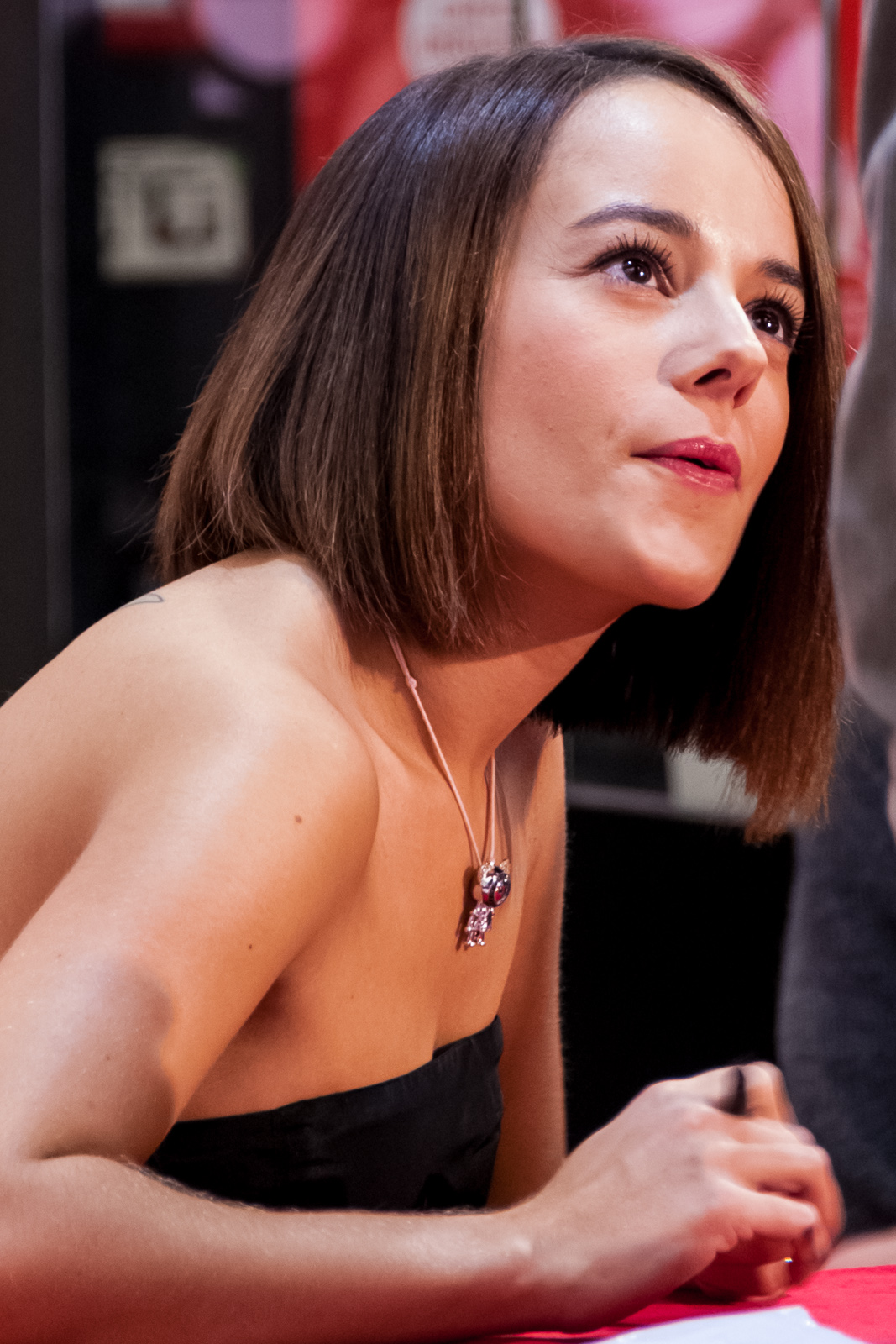
آلیزه ژاکوتی پاریس، فرانسه - ۳ دسامبر ۲۰۰۷
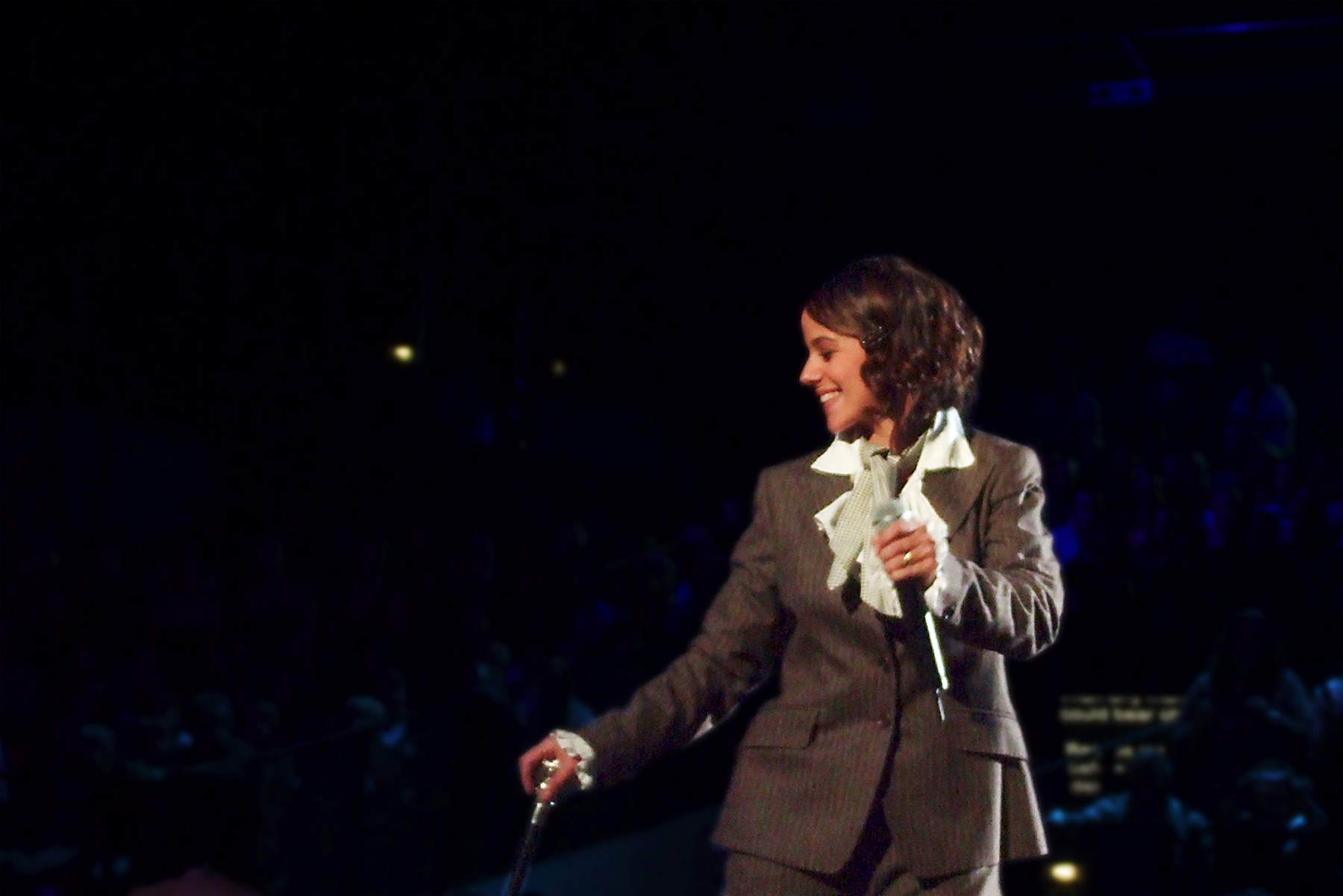
آلیزه ژاکوته، استراسبورگ، فرانسه، ۲۸ژانویه ۲۰۰۸
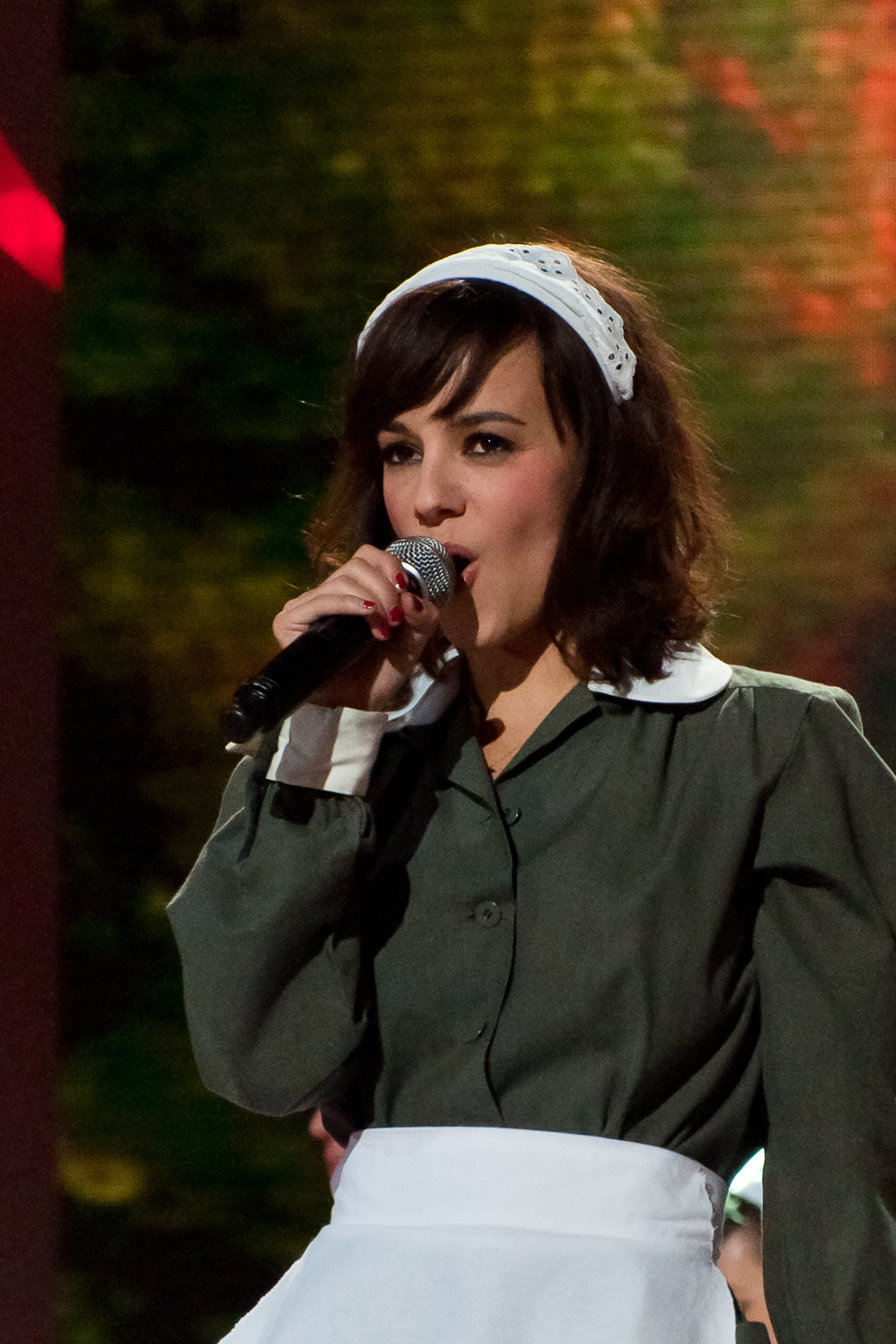
خوانندهٔ فرانسوی، آلیزه، در یک کنسرت خیریه، ۳۰ژانویه ۲۰۱۱ مون‌پلیه، فرانسه
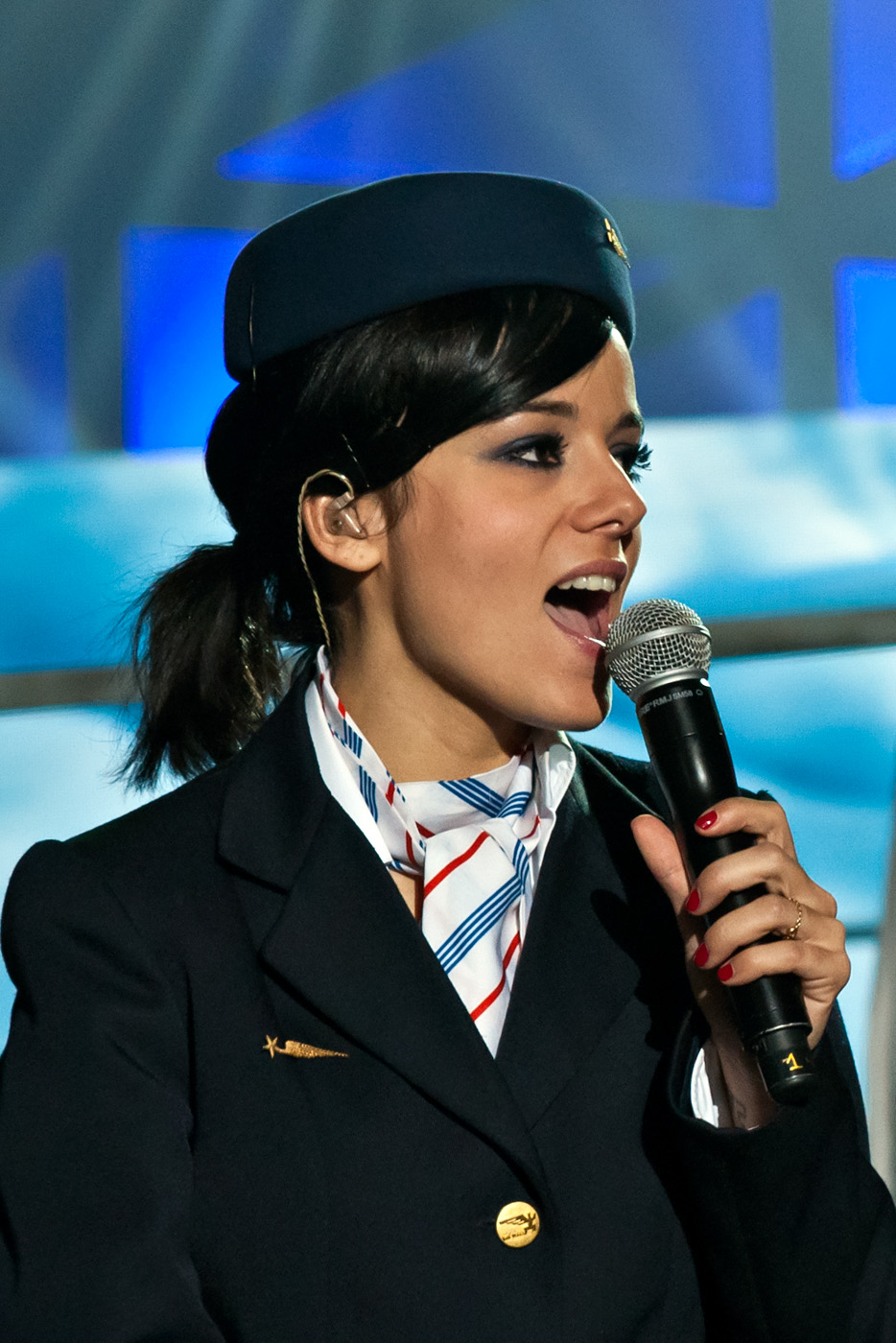
خوانندهٔ فرانسوی، آلیزه، ۴فوریه ۲۰۱۲ در لیون فرانسه